# System 15000
System 15000 je počítačová hra z roku 1984 původně vzniklá pro počítače Commodore 64. Později vznikly verze pro počítače BBC Micro a Sinclair ZX Spectrum. Verze pro Sinclair ZX Spectrum byla napsána v BASICu s podporou strojového kódu. Kvůli názvu se zdálo, že nejde o hru, ale o užitkový program. Jedná se o jednu z prvních her na téma komunikace po síti. Hry na téma komunikace po síti se nikdy nestaly příliš rozšířené ve Velké Británii a USA. V bývalém Československu ale na stejné téma později vznikla série her Podraz, kterou začal František Fuka hrou Podraz 3.

## Zápletka hry
Přítel hráče Mike informuje hráče, že z účtu společnosti Comdata společnost Realco odvedla 1 500 000 $. Cílem hráče je připojit se k správným počítačům a převést peníze zpět. Celá hra je hrána způsobem jako kdyby počítač byl opravdu připojen k síti počítačů. Hra je ovládána zadáváním čísel a nebo krátkých textů. První indicií hráče jsou společnosti Kingsdown Poly a LT Perry & Company.
Ve hře je System 15000 síť počítačů, jejíž je hráč členem. Kdykoliv se hráč připojuje k počítači, počítač vydává simulované vyzváněcí tóny. Vyzváněcí tóny jsou relevantní zemím, do kterých hráč volá. Občas se stane, že číslo není dostupné, a občas se spojení ukončí v průběhu bezpečnostních kontrol. V některých případech při bezpečnostních kontrolách musí být hráč offline dlouho. Při připojení k různým počítačům se zobrazují různé typy obrazovek.
Hráč čas od času dostane zprávu s užitečnými informacemi od Geoffa, jiného uživatele připojeného k síti.

## Technické informace
Hra umožňuje ukládat pozici na kazetu. Pro ukládání pozice na Larken Disk System je nutné upravit řádky 338, 372 a 390 na:
```
338 
RANDOMIZE
 
USR
 100: 
GO TO
 0: RANDOMIZE USR 100: 
LOAD
 "sysdat.A1" DATA s()
372 RANDOMIZE USR 100: GO TO 0: RANDOMIZE USR 100: 
SAVE
 "sysdat.A1" DATA s()
390 
PRINT
 AT 12,6;"PLACE DISK IN DRIVE 0"
''
"PRESS <ENTER> WHEN READY"
```

Ve verzi pro Sinclair ZX Spectrum má hra několik protikopírovacích ochran:
- první řádek obsahuje několik příkazů POKE, které poškozují řádek 3, aby se program nezobrazoval korektně,[5]
- první řádek má číslo 0, takže není editovatelný,[5]
- listing programu je viditelný pouze částečně, protože řádky obsahují řídicí kódy pro nastavení barev.[5]

## Související
- Podraz 3